# Dandora
Dandora es un barrio de Nairobi, la capital y ciudad más grande de Kenia. Forma parte del condado de Embakasi. Los barrios circundantes incluyen barriadas como Kariobangi, Baba Dogo, Gitare Marigo y Korogocho. Dandora se creó en 1977, con financiación parcial del Banco Mundial, para ofrecer un tipo de vivienda con estándares de habitabilidad mayores que los existentes en ese momento.
El lugar es en parte conocido por ser el emplazamiento del principal vertedero municipal de residuos sólidos de Nairobi, lo cual tiene importantes efectos negativos sobre la salud de su población. Los barrios vecinos son Kayole, Korogocho, Mathare y Kariobangi.

## Vertedero

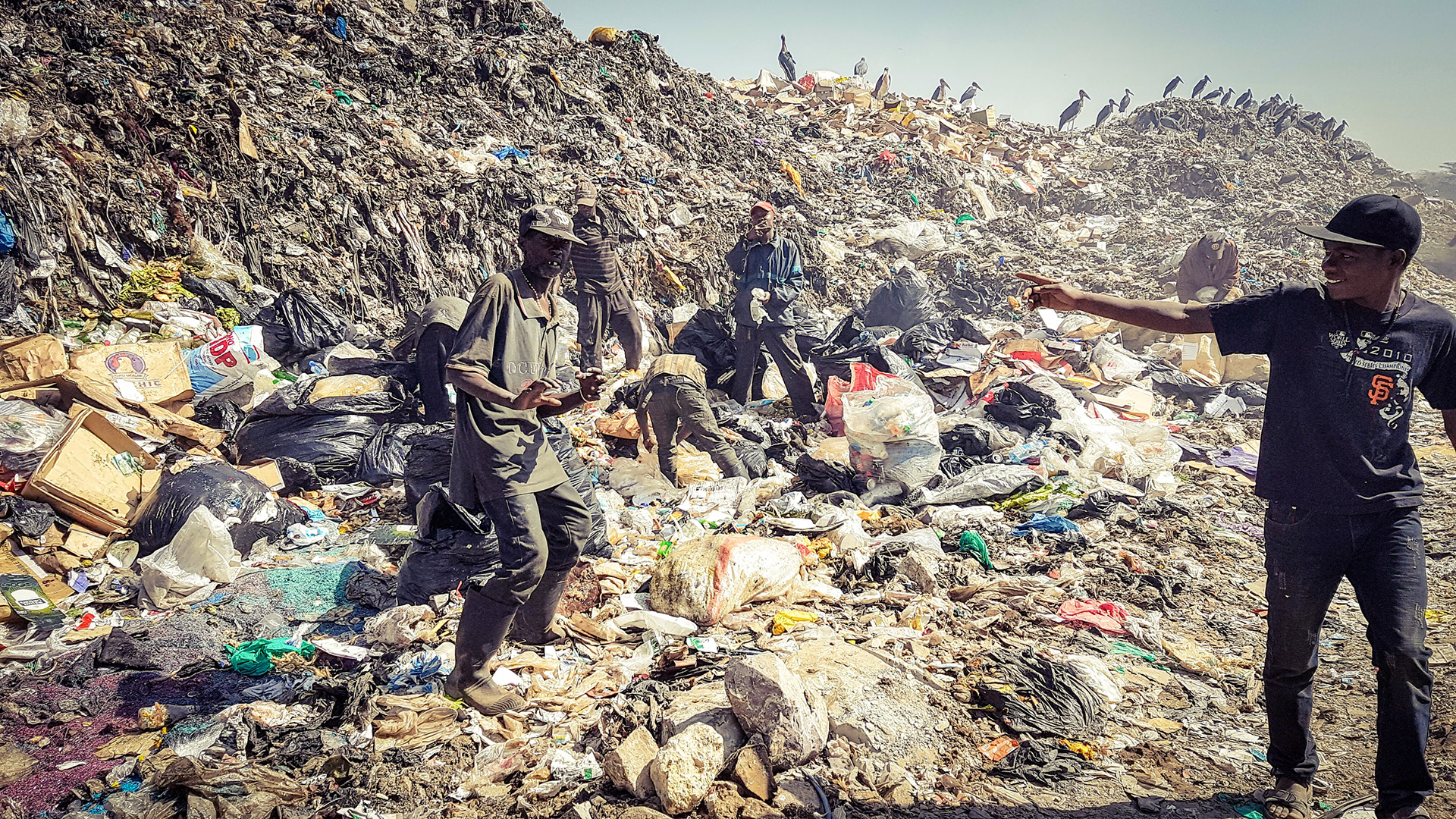
Dandora - Vertedero

El principal vertedero de Nairobi está situado en Dandora. Sus estanques de oxigenación, que destacan en las imágenes por satélite de la zona, son la principal planta de tratamiento de aguas residuales de Nairobi y vierten el agua procesada al río Nairobi. Dicho vertedero está dividido en 5 fases.
La delincuencia prospera aquí debido al alto índice de abandono escolar y al vertedero de la ciudad. El vertedero es un peligro para el medio ambiente. La quema de los residuos durante la noche puede provocar asfixia. Las casas cercanas al vertedero se llenan de humo que dificulta la respiración.

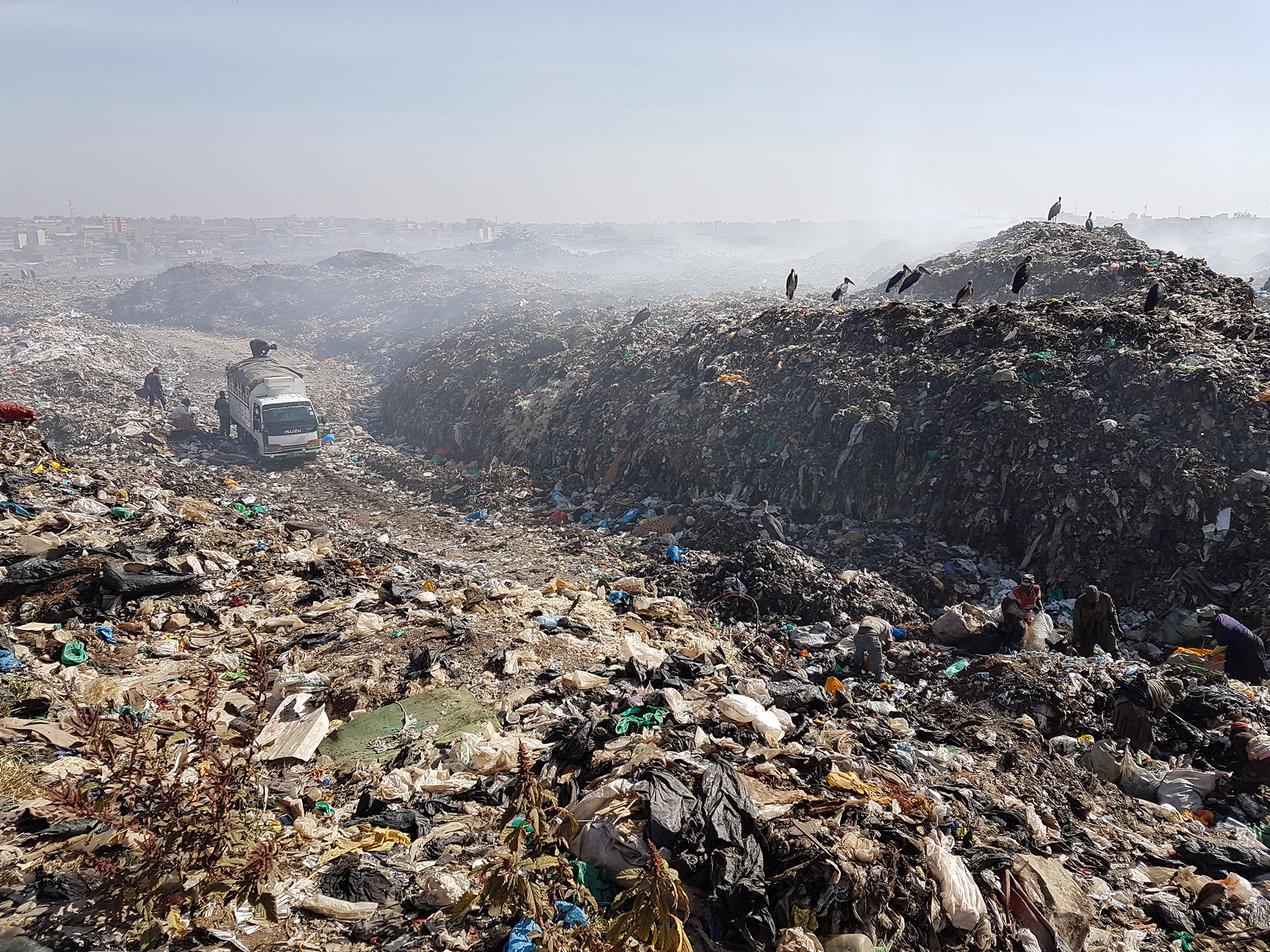
Dandora - Vertedero desde arriba

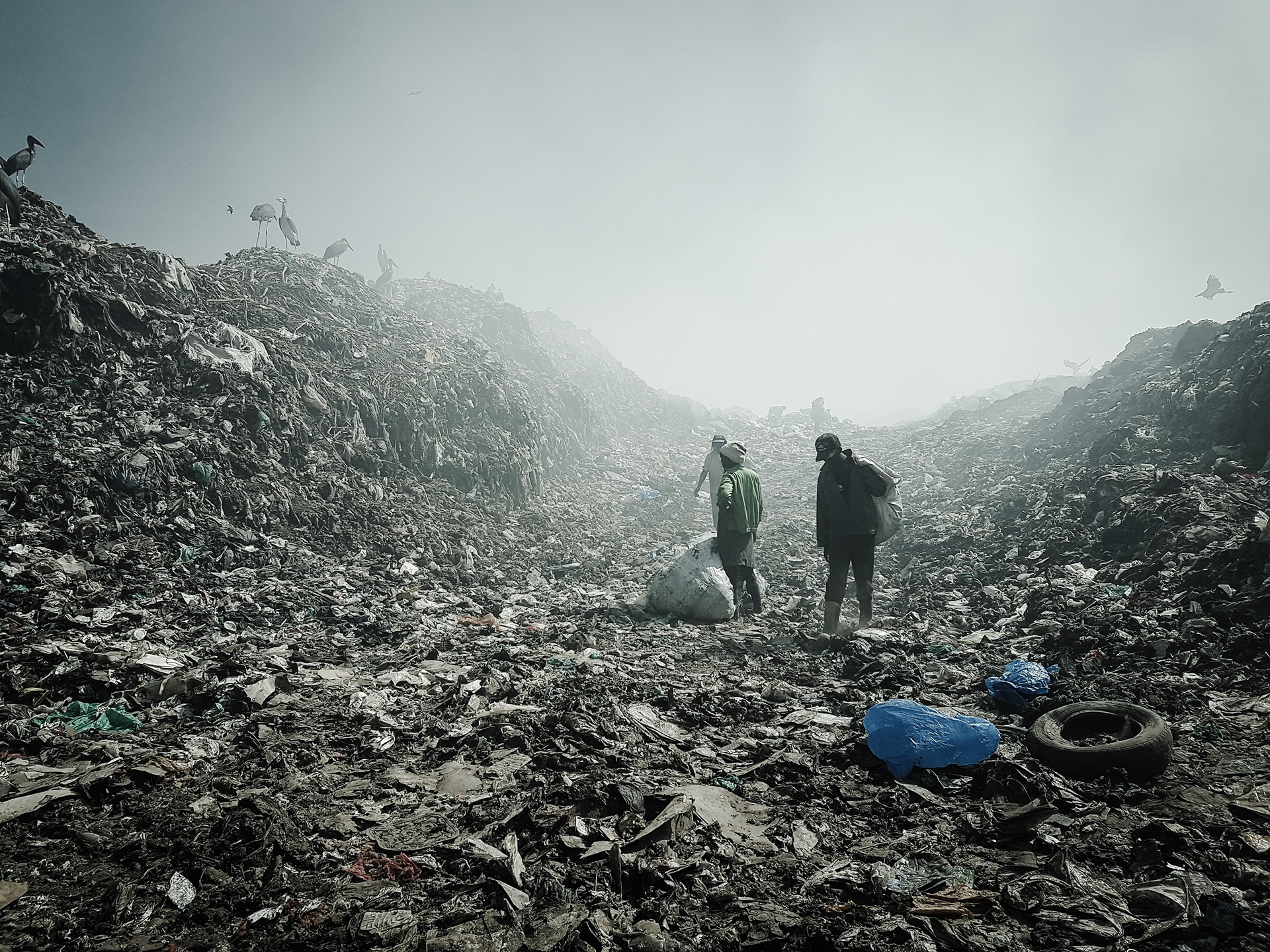
Dandora, el mayor vertedero de África oriental

El vertedero supone un riesgo importante para parte de la población de Nairobi. Por ejemplo, son frecuentes las enfermedades de la piel entre gran parte de las personas que viven en sus proximidades. Gran parte de las sustancias tóxicas, como las procedentes de la combustión de los residuos electrónicos, terminan acabando en el aire. Las personas más expuestas a estos contaminantes son aquellas que, a causa del desempleo, se ven obligadas a trabajar buscando materiales reutilizables entre los desechos acumulados por el equivalente a entre 2 y 4 euros diarios .
Además de los riesgos para la salud derivados de los residuos hay otros peligros. Como ya se ha dicho, los índices de delincuencia son altos y algunas partes del vertedero son auténticas zonas sin ley controladas por grupos mafiosos. Otro riesgo es la inseguridad alimentaria, ya que, debido a la falta de alimentos adecuados la gente busca comida entre los residuos. También, gran parte de los niños que viven en el vertedero no tienen acceso a la educación.